# Efod

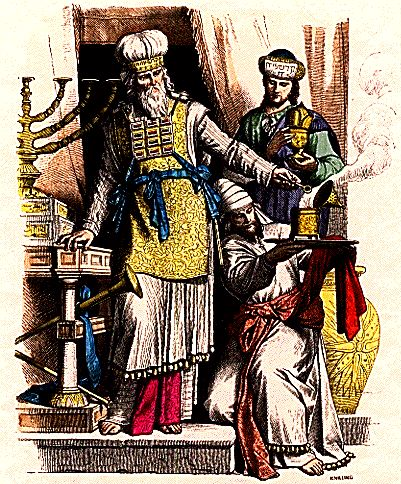
Sumo sacerdote judío llevando las vestiduras sagradas, el efod aparece representado en amarillo.

El efod o ephod es un vestido sacerdotal usado por los Judíos y Griegos
Una de las vestiduras sacerdotales del Antiguo Testamento. Se llama en latín superhumerale, porque caía sobre las espaldas, ciñendo las otras vestiduras. En el capítulo 28 del Éxodo manda Dios a Moisés que hagan las vestiduras del Sumo Sacerdote y de los otros inferiores y dice que "El efod lo harán de oro, de púrpura violeta y escarlata, de carmesí y lino fino reforzado, todo esto trabajado artísticamente. Llevará aplicadas dos hombreras, y así quedará unido por sus dos extremos. 
El cinturón para ajustarlo formará una sola pieza con él y estará confeccionado de la misma forma: será de oro, de púrpura violeta y escarlata, de carmesí y de lino fino reforzado. 
Después tomarás dos piedras de ónice y grabarás en ellas los nombres de los hijos de Israel -seis en una piedra y seis en la otra – por orden de nacimiento. 
Para grabar las dos piedras con los nombres de los hijos de Israel, te valdrás de artistas apropiados, que lo harán de la misma manera que se graban los sellos. Luego las harás engarzar en oro, y las colocarás sobre las hombreras del efod. Esas piedras serán un memorial en favor de los israelitas. Así Aarón llevará esos nombres sobre sus hombros hasta la presencia del Señor, para mantener vivo su recuerdo." lámina de oro en frente con 12 piedras preciosas. Y cada una llevaba el nombre de una de las  doce tribus de Israel."

## Forma
No hay conformidad en los autores acerca de la forma del efod. Según Josefo era una especie de túnica corta; dejaba sobre el estómago una abertura como de cuatro dedos en cuadro, cubierta por el racional. Filón lo compara con una coraza y san Jerónimo con el vestido llamado caracalla.

## Usos en el Antiguo Testamento
El efod era vestidura peculiar de los sacerdotes, pero se distinguía el de estos y el del sumo Cohen en ser únicamente de lino. Parece que también lo usaron los reyes, como se lee de David (IISamuel 6:14), en la solemne transacción del Arca. Asimismo se lee de Gedeón (Jueces 8:24-28) que mandó fabricar un efod con los despojos de los madianitas y lo depositó en Ephra, donde residía, haciéndole servir de adorno para los sacerdotes de los ídolos, a imitación de lo que hacía el pontífice de los hebreos para consultar al Señor.